# Buenos Aires (1862)
El Buenos Aires fue un buque de vapor de la Armada Argentina que participó de la Guerra del Paraguay.

## Historia
Según los historiadores navales Arguindeguy y Rodríguez es factible que se trate del Buenos Aires (1858), buque de origen británico que sirvió en la flota del Estado de Buenos Aires durante la guerra contra la Confederación Argentina y fue dado de baja a fines de 1860.
El vapor que nos ocupa se encontraba al servicio de la escuadra de la Confederación Argentina cuando fue apresado en abril de 1862 en la desembocadura del río Paraná e incorporado a la armada del Estado de Buenos Aires al mando del capitán José Luis Manzano siendo entonces destinado a patrullar el río Paraná entre el delta y la ciudad de Santa Fe.
Finalizado el conflicto, en 1863 pasó a desarme en el Riachuelo. El 4 de marzo de ese año fue arrendado a Miguel Martínez de Hoz pero el contrato fue suspendido. En enero de 1865 volvió al servicio al mando de los capitanes José de las Carreras y Domingo Francini y asignado al patrullaje fluvial. 
En el mes de septiembre, iniciada ya la Guerra del Paraguay, abandonó sin órdenes su fondeadero en Concordia y pasó a Buenos Aires, lo que motivó un sumario a Francini del que fue absuelto. Fue entonces afectado al transporte de tropas y pertrechos al frente de guerra y al traslado de heridos. Apoyó la recuperación de la ciudad de Corrientes y a las fuerzas aliadas en la batalla de Itapirú. 
En abril de 1866, al mando nuevamente de Manzano, actuó como transporte en el cruce del Paso de la Patria. Al mando del teniente Clodomiro Urtubey el 1 de febrero hundió a resultas de una colisión al mercante de bandera británica Guaraní.
En 1868 pasó a desarme a la Boca del Riachuelo. 
Habiendo regresado al servicio como transporte armado al mando del capitán Fortunato Camus el 25 de enero de 1870 estalló a bordo un incendio de proporciones en momentos en que transportaba a los 750 hombres de los batallones 2º y 3º Entre Ríos de la Guardia Nacional al mando del coronel Francisco Elía que habían participado de la represión de la rebelión Jordanista.
Buena parte de los tripulantes y pasajeros presas del pánico se arrojaron al agua llevándose los botes y abandonándolos ya a salvo en tierra firme. El cirujano médico Eleodoro Damianovich, quien regresaba de servir en la Guerra del Paraguay, permaneció a bordo y supo trasmitir calma a la tropa remanente hasta que ya embicado el barco en la isla del Vizcaíno, se arrojó al agua, recuperó un bote abandonado y regresando al buque procedió al traslado de los náufragos.
El Buenos Aires resultó destruido por el incendio, por lo que fue definitivamente dado de baja y vendidos sus restos en público remate.